# 卡雷尔·科尔斯基
卡雷尔·科尔斯基（捷克語：Karel Kolský，1914年9月21日—1984年2月17日），捷克男子足球运动员，司职中场。他曾代表捷克斯洛伐克国家队参加1938年国际足联世界杯，结果队伍止步八强。